# Йордан Стоянов (строител)
Йордан Стоянов Томов е български строител от началото на XX век.

## Биография
Йордан Стоянов е роден в 1885 година в голямата мияшка паланка Галичник, тогава в Османската империя, в големия род на строители Томовци. Син е на Стоян Томов, самоук майстор строител. Самият Йордан също става строител и продължава семейната традиция. Като предприемач участва в изграждането на много обществени сгради и съоръжения. Йордан Стоянов е известен майстор в изработката на орнаменти и взима участие в строежа на Скопския театър. Известен е като строител на църквата „Св. св. Петър и Павел“ в Галичник, в чието изпълнение участват и видни каменоделци. В Скопие строи редица частни домове на видни скопяни. Участва и в изграждането на железопътната линия Велес – Щип.
Умира в 1943 година в Битоля, тогава анексиран от Царство България.